# Unmasked
Unmasked es el octavo álbum de estudio de la banda estadounidense de hard rock Kiss, publicado el 20 de mayo de 1980 a través de Casablanca Records. A diferencia de sus anteriores trabajos, en este disco el grupo optó por un sonido pop. Aunque en los Estados Unidos Unmasked solo alcanzó el puesto 35 del Billboard 200, su repercusión fue positiva en Europa y Oceanía.
A pesar de aparecer en los créditos y en la portada como tributo, Peter Criss no participó en la grabación del álbum; las pistas de batería las grabó Anton Fig, quien ya había realizado esta labor en el anterior trabajo de Kiss, Dynasty (1979). Criss realizó su última aparición en el vídeo musical del sencillo «Shandi» y fue reemplazado por Eric Carr. Debido a la pérdida de popularidad en los Estados Unidos, Kiss decidió no hacer más actuaciones en su país de origen y centrar su gira en Europa y Oceanía, donde su fama se había incrementado.

## Trasfondo

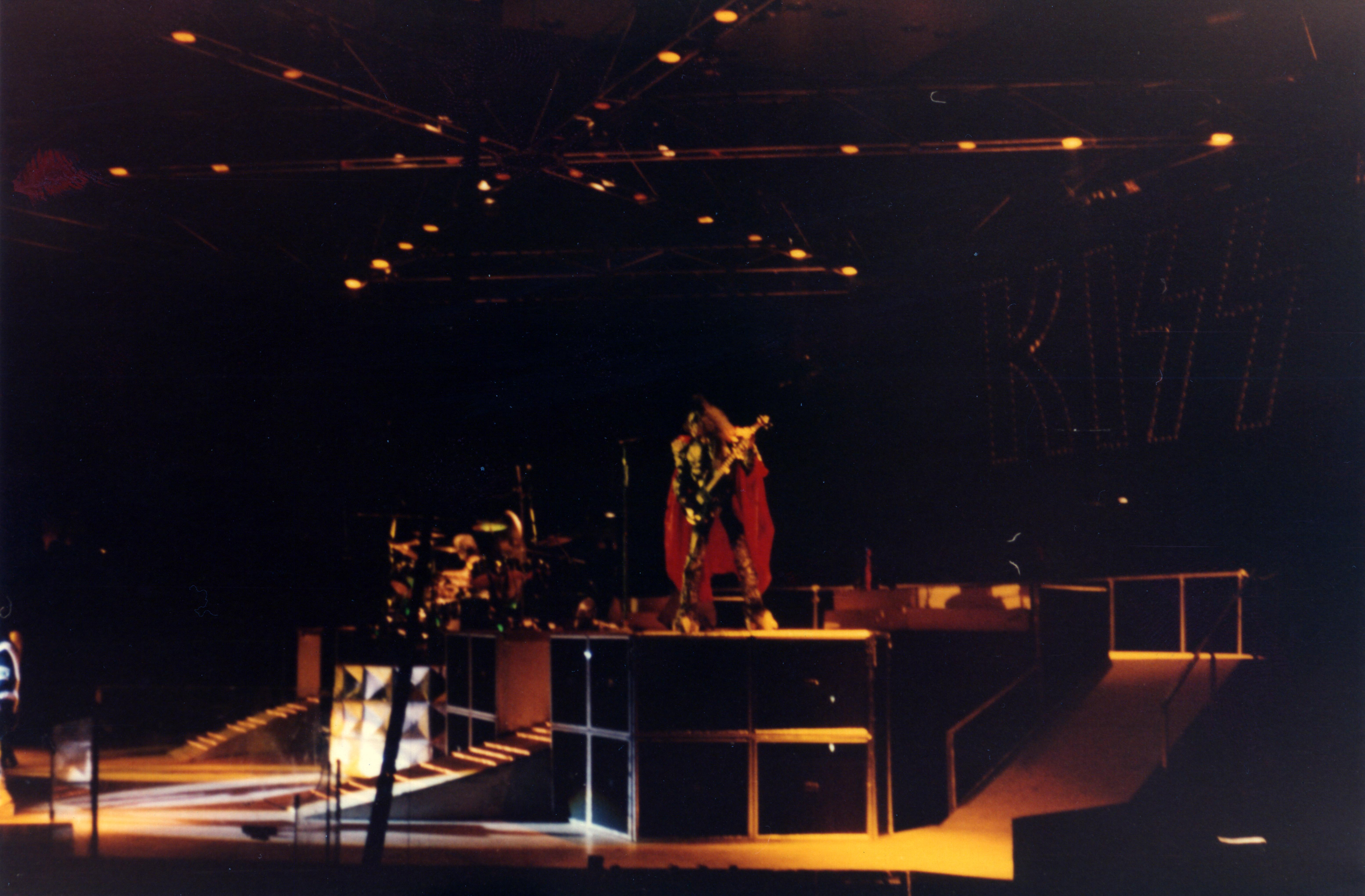
Kiss durante un concierto en Omaha perteneciente a la gira de Dynasty.

Dynasty (1979), el álbum que precedió a Unmasked, fue el primer trabajo grabado por Kiss tras el lanzamiento de sus cuatro álbumes en solitario (1978). En este disco, el grupo ya mostraba signos de problemas en su seno; como por ejemplo, el hecho de que el batería Peter Criss grabara una única canción. Sin embargo, a pesar de las confrontaciones, Dynasty tuvo una buena recepción comercial —llegó a la novena posición del Billboard 200 y fue certificado como disco de platino por la RIAA—. El éxito de este álbum se debió en parte al sencillo «I Was Made for Lovin' You», en el cual Kiss abandonó su característico sonido rock por la música disco.
Durante esa época, la imagen de la banda había cambiado; los integrantes utilizaban nuevas vestimentas con los colores de las portadas de sus álbumes en solitario —púrpura para Paul Stanley, azul para Ace Frehley, rojo para Gene Simmons y verde para Peter Criss— y habían añadido nuevos efectos de pirotecnia en los conciertos. Sin embargo, a pesar de la inclusión de estas nuevas propuestas, la música disco y el punk eran los estilos reinantes en los Estados Unidos y Kiss parecía estar fuera de lugar, es por ello que el grupo tuvo que cancelar algunos conciertos o actuar en estadios más pequeños.

## Grabación

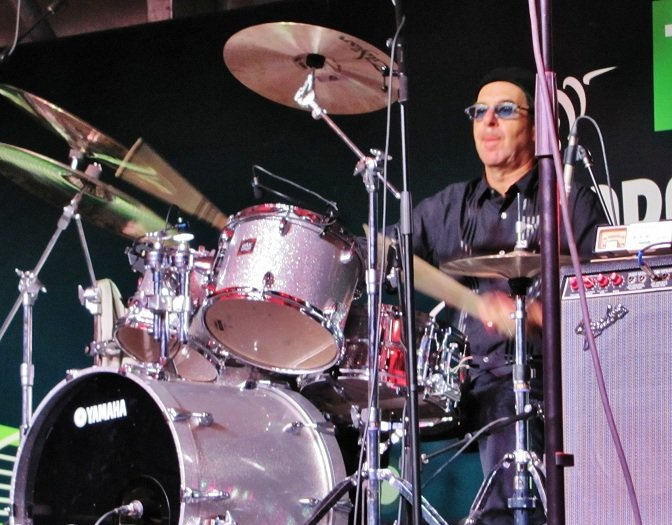
Anton Fig fue el batería del álbum, aunque no apareció en los créditos.

Kiss grabó y mezcló Unmasked entre enero y marzo de 1980 en los estudios Record Plant de Nueva York. Criss estuvo ausente en estos procesos debido a problemas personales y las pistas de batería fueron interpretadas por Anton Fig, quien ya había realizado esta labor en la mayoría de las canciones de Dynasty. Según el bajista Gene Simmons, fue el productor Vini Poncia el que excluyó a Criss y optó por Fig. Sin embargo, durante las últimas sesiones, Poncia pidió a Criss que grabara algunas armonías, aunque el resultado no fue satisfactorio.
Además de tres de los miembros de Kiss —Simmons y los guitarristas Ace Frehley y Paul Stanley— y Anton Fig, Unmasked contó con la participación de otros músicos no acreditados. Holly Knight grabó los teclados, Tom Harper —técnico de Stanley— tocó el bajo en «Shandi» y el propio Vini Poncia cantó algunos coros y grabó partes de teclado y percusión. Paul Stanley declararía posteriormente que en Unmasked, Kiss ya «no trabajaba como una banda», de hecho fue él y no Simmons el que tocó el bajo en «Easy As It Seems» y «Tomorrow», y lo mismo hizo Frehley con las tres canciones que había compuesto.
De acuerdo con Frehley; Simmons y Stanley votaron en contra de dar una segunda oportunidad a Criss. No obstante, el gerente Bill Aucoin insistió en que el batería debería regresar para participar en la gira posterior al lanzamiento del álbum. Criss aseguró a sus compañeros que se encontraba en un mejor estado de forma y se unió a estos para ensayar en los SIR Rehearsal Studios de Nueva York, sin embargo; según Simmons, el baterista «tocaba peor que nunca», de modo que la banda acordó expulsarle por unanimidad. Aunque el grupo anunció que su salida se debió a diferencias creativas, Simmons señaló posteriormente que el verdadero motivo fueron sus problemas de drogadicción.

## Música

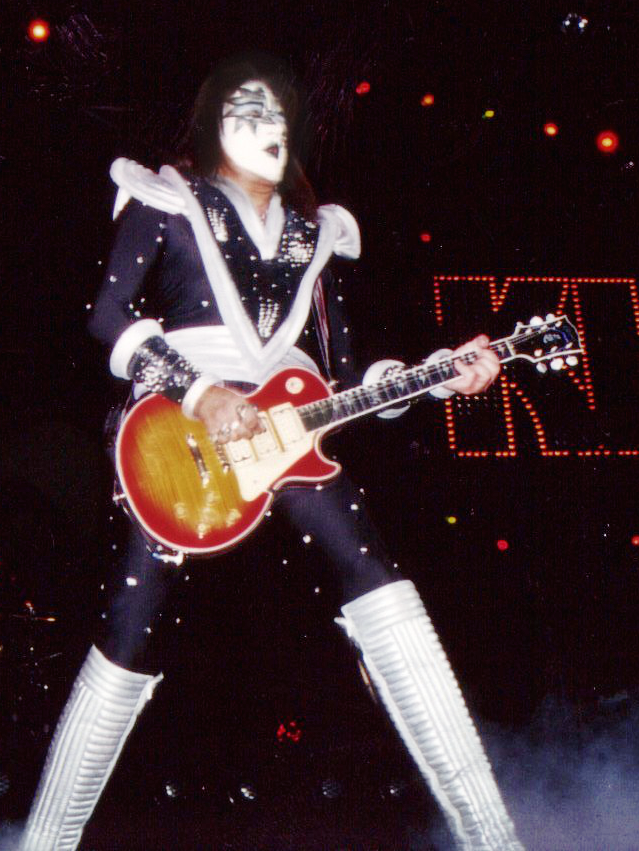
Unmasked es junto a Dynasty el álbum con mayor número de temas cantados por Ace Frehley, tres.

Unmasked es el álbum más orientado al pop de la carrera de Kiss. Al igual que su antecesor, Dynasty, este trabajo abandonó el sonido pesado de sus primeros discos por uno más sofisticado. Según Vini Poncia, no fue su idea orientar las canciones hacia el pop, sino que surgió fruto de las composiciones de Paul Stanley; por su parte, de acuerdo con el productor, el presidente de la discográfica Casablanca Records, Neil Bogart, se mostró encantado con el cambio de estilo realizado por Kiss. Poncia señaló además que Unmasked carecía de la emoción de Dynasty y que deberían haber trabajado más tiempo en él.
La primera pista de Unmasked es «Is That You?», compuesta por Gerard McMahon. La letra cuenta una historia real, inspirada en una mujer vestida con «cuero negro, con esposas colgadas en su cintura y con un látigo en el bolsillo» a la que McMahon había conocido en un hotel en Minnesota. El músico comentó posteriormente que el hecho de que Kiss versionara una de sus canciones era una de sus mejores experiencias como compositor. El segundo tema es «Shandi», compuesto por Stanley y Poncia e inspirado en la canción de Bruce Springsteen «4th of July, Asbury Park (Sandy)». Stanley fue el único miembro de Kiss que participó en su grabación; Anton Fig se encargó de la batería, Holly Knight de los teclados y el bajo lo interpretó el técnico de guitarra Tom Harper, debido a que Gene Simmons se encontraba enfermo. «Talk to Me», una de las tres canciones compuesta y cantadas por Ace Frehley, salió a la venta como sencillo tras «Shandi»; el guitarrista tomó como influencia las afinaciones utilizadas por Keith Richards.
Gene Simmons, Vini Poncia, Bob Kulick y Peppy Castro fueron los autores de «Naked City», inspirada en la serie homónima. Kulick sería el principal compositor de la música, Simmons se encargó de las letras, Castro de componer algunas partes y algunas melodías y Poncia del puente. Kulick declaró posteriormente que Kiss la arruinó al convertirla en una canción pop y criticó la incapacidad de Frehley de tocar las partes de guitarra como él. Por su parte, «What Makes the World Go 'Round», al igual que «Shandi» tuvo como compositores a Stanley y Poncia, y según este último «tenía un estribillo R&B realmente divertido».
La cara B del disco empieza con otra composición de Stanley y Poncia, «Tomorrow». Aunque originalmente la concibieron como un tema de hard rock, durante su grabación se cambió su sonido por uno pop en el que parte de las guitarras fueron reemplazadas por teclados. «Two Sides of the Coin», otra de las pistas compuestas por Frehley, trata en su letra sobre los encuentros del guitarrista con una mujer a espaldas de su esposa.
Poncia y Simmons fueron los compositores de «She's So European», una pista sobre una chica europea ficticia. Por su parte, «Easy As It Seems», otra creación de Stanley y Poncia, surgió cuando el guitarrista le estaba cantando una canción a su novia. «Torpedo Girl» supuso la tercera pista compuesta por Frehley, aunque esta vez con la participación del productor. Con este tema, el músico optó por dotar al álbum de canciones rock, a diferencia de sus compañeros. El disco acaba con «You're All That I Want», escrita por Simmons y Poncia, y que termina por ser una de las canciones más ligeras de Unmasked.

## Diseño artístico
La portada del álbum, creada por el artista Victor Stabin durante 28 días, tiene el diseño de un cómic y muestra a los miembros de la banda seguidos por un paparazzo que intenta revelar sus identidades secretas. En la penúltima viñeta los cuatro músicos se quitan su máscaras y muestran que sus caras son idénticas a sus respectivos maquillajes. A pesar del título del disco, Unmasked —en español: Desenmascarado—,[cita requerida] ninguno de los integrantes revela su rostro, aunque, según el mánager Bill Aucoin, Stanley y Simmons habían hablado sobre abandonar el maquillaje durante un tiempo. Los miembros de Kiss quedaron satisfechos con el resultado final y Simmons, un aficionado a los cómics, sugirió algunas ideas técnicas a Stabin. Además, el bajista le informó que Criss iba a abandonar el grupo y que su aparición en la portada era un tributo. La pintura original fue vendida en una subasta por 14 000 USD.

## Recepción

### Comercial
Unmasked salió a la venta el 20 de mayo de 1980 a través de Casablanca Records y alcanzó el puesto 35 en el Billboard 200, la peor posición para el grupo desde Hotter Than Hell (1974). El álbum consiguió un disco de oro de la RIAA dos meses después de su lanzamiento, aunque fue su primer trabajo de estudio en no conseguir la certificación de platino desde Dressed to Kill (1975). Por su parte, en Europa y Oceanía, Kiss mantuvo su popularidad; Unmasked llegó a la primera posición de las listas de Noruega y Nueva Zelanda, y alcanzó el top 5 en las de Austria, Alemania, los Países Bajos y Australia. De hecho, en este último país, el disco vendió más de 110 000 copias el primer día de su lanzamiento, mientras que otras 3000 fueron robadas de un camión de reparto.
«Shandi» figuró como el primer sencillo del trabajo, publicado el 1 de junio de 1980. Aunque en los Estados Unidos únicamente llegó al puesto 47, en Argentina llegó al número uno, mientras que en Australia, Nueva Zelanda y Noruega logró posicionarse en el top 10. «Talk to Me» fue el siguiente sencillo fuera de los Estados Unidos; salió a la venta el 24 de agosto y su posición más alta fue la décima, alcanzada en la lista suiza. «Tomorrow» fue el tercer y último sencillo de Unmasked —el segundo en los Estados Unidos— y únicamente llegó al puesto 70 en Alemania.

### Crítica
Tras su lanzamiento, Unmasked, dividió a los críticos y recibió tanto reseñas positivas como negativas. Según David Fricke de Rolling Stone, el álbum «carece de la locura y los delirios amplificados de Love Gun y Alive!» y «“Shandi” sugiere a The Doobie Brothers con maquillaje kabuki». Fricke señaló además que temas rock como «She's So European», «Easy As It Seems» y «You're All That I Want» son «decepcionadamente aburridos» y que «la estéril producción» de Vini Poncia dejó «en un segundo plano a las guitarras y a las voces desgarradoras de antaño». Por su parte, Jason Josephes de Pitchfork Media escribió que hasta que no lo escuchó no pudo discernir «lo malo que era» y que prefería permanecer en ese desconocimiento durante el resto de su vida. Rustyn Rose de Examiner concluyó que Unmasked «es la adaptación de Kiss al movimiento new wave» y que a pesar de estar «lleno de melodías pegadizas orientadas hacia el pop, están lejos del clásico sonido Kiss». Greg Prato de Allmusic comentó que «varias de las canciones son realmente sólidas y se habrían beneficiado enormemente con un sonido más directo», pero que «hay más relleno en Unmasked que en el disco promedio de Kiss; «What Makes the World Go 'Round», «Tomorrow» y «She's So European» son tediosas y predecibles, tanto compositivamente como sonoramente».
Por su parte, Matthew Wilkening de Ultimate Classic Rock tuvo comentarios positivos sobre el disco, según él «Unmasked es una subestimada joya de power pop en medio de una carrera en caída libre». Wilkening remarcó que «Frehley logra eclipsar a todo el mundo mediante la adición de suficientes guitarras distorsionadas para reunir un sonido comparable a The Rolling Stones en temas sobresalientes como “Two Sides of the Coin”, “Talk to Me” y la maravillosamente descabellada “Torpedo Girl”». Steve Peake de About escribió que «me sorprende lo bueno que es, especialmente teniendo en cuenta el fracturado estado en el que se encontraban la banda y la industria de la música» y situó a «Is That You?», «Naked City» y «Tomorrow» como las tres mejores canciones grabadas por Kiss durante la década de 1980. Chuck Klosterman de Grantland comentó que «gran parte de este trabajo está infravalorado (a excepción de “Torpedo Girl”, que es peor de lo anunciado)» y remarcó que «“Shandi” suena ñoña la primera vez que se escucha, pero es una canción auténticamente hermosa con un sentimentalismo sincero».

## Gira

Unmasked Tour fue la primera gira con Eric Carr, que utilizó el maquillaje de «The Fox» —en la imagen—.

Tras participar en el vídeo musical de «Shandi», Peter Criss dejó de formar parte de la banda. Ace Frehley recomendó contratar a Anton Fig como su sustituto y obtuvo la aprobación de Stanley y Simmons, sin embargo, un día después de anunciarle que sería el nuevo miembro del grupo, el guitarrista le llamó para comunicarle que habían cambiado de idea. Kiss realizó audiciones a decenas de baterías para reemplazar a Criss antes de empezar la gira promocional de Unmasked. Finalmente, el elegido fue Paul Caravello, conocido como Eric Carr y que adoptó la identidad de «The Fox» —en español: El zorro—. Carr fue presentado como nuevo integrante en el programa televisivo Kids Are People Too y su debut en directo tuvo lugar el 25 de julio de 1980, en el Palladium Theatre de Nueva York.
Debido a la pérdida de popularidad en los Estados Unidos, Kiss decidió no hacer más actuaciones en su país de origen y centrar su gira en Europa y Oceanía, donde su fama se había incrementado. Para el tramo europeo, la banda contrató al conjunto de heavy metal británico Iron Maiden como acto de apertura. La gira por Europa comenzó en Roma, Italia, el 29 de agosto y se extendió hasta el 13 de octubre en Noruega.
En noviembre, el grupo llegó a Australia para realizar el tramo oceánico de la gira. A su llegada, Kiss fue recibida en el ayuntamiento de Sídney por más de 2000 aficionados. Tras realizar nueve conciertos en Australia, la banda se trasladó a Nueva Zelanda, donde hizo dos actuaciones y dio por terminada la gira.

## Lista de canciones
| Cara A |                                  |                                                |               |          |  |
| N.º    | Título                           | Escritor(es)                                   | Voz principal | Duración |  |
| 1.     | «Is That You?»                   | Gerard McMahon                                 | Paul Stanley  | 3:59     |  |
| 2.     | «Shandi»                         | Stanley, Vini Poncia                           | Stanley       | 3:36     |  |
| 3.     | «Talk to Me»                     | Ace Frehley                                    | Frehley       | 4:00     |  |
| 4.     | «Naked City»                     | Gene Simmons, Poncia, Bob Kulick, Peppy Castro | Simmons       | 3:49     |  |
| 5.     | «What Makes the World Go 'Round» | Stanley, Poncia                                | Stanley       | 4:14     |  |

| Cara B |                          |                 |               |          |  |
| N.º    | Título                   | Escritor(es)    | Voz principal | Duración |  |
| 1.     | «Tomorrow»               | Stanley, Poncia | Stanley       | 3:18     |  |
| 2.     | «Two Sides of the Coin»  | Frehley         | Frehley       | 3:16     |  |
| 3.     | «She's So European»      | Simmons, Poncia | Simmons       | 3:30     |  |
| 4.     | «Easy As It Seems»       | Stanley, Poncia | Stanley       | 3:24     |  |
| 5.     | «Torpedo Girl»           | Frehley, Poncia | Frehley       | 3:31     |  |
| 6.     | «You're All That I Want» | Simmons, Poncia | Simmons       | 3:04     |  |

Fuente: Allmusic.

## Créditos
Kiss
- Paul Stanley - guitarra rítmica, voz, guitarra solista, bajo en «Tomorrow» y «Easy As It Seems»[18]
- Ace Frehley - guitarra solista, voz, bajo en «Talk to Me», «Two Sides of the Coin» y «Torpedo Girl»[19]
- Gene Simmons - bajo, voz, guitarra rítmica en «You're All That I Want»[18]
- Peter Criss[nota 1]

| Músicos de sesión - Holly Knight - teclado - Tom Harper - bajo en «Shandi» - Anton Fig - batería - Vini Poncia - coros, teclado y percusión | Producción - Vini Poncia - producción - George Marino - masterización - Jay Messina - ingeniería y mezcla - Victor Stabin - portada |

Fuente: Allmusic.

## Posición en las listas
| País           | Lista                    | Mejor posición | Ref.   |
| -------------- | ------------------------ | -------------- | ------ |
| Alemania       | German Albums Chart      | 4              | [ 4 ]  |
| Australia      | Kent Report Albums chart | 3              | [ 31 ] |
| Austria        | Alben Top 75             | 3              | [ 4 ]  |
| Canadá         | Canadian Albums Chart    | 12             | [ 53 ] |
| Estados Unidos | Billboard 200            | 35             | [ 10 ] |
| Italia         | FIMI Albums Chart        | 11             | [ 54 ] |
| Nueva Zelanda  | Top 40 Albums            | 1              | [ 29 ] |
| Noruega        | Topp 40 Album            | 1              | [ 28 ] |
| Países Bajos   | Album Top 100            | 5              | [ 30 ] |
| Reino Unido    | UK Albums Chart          | 48             | [ 55 ] |
| Suecia         | Sverigetopplistan        | 17             | [ 56 ] |

| País           | Lista                     | Mejor posición | Ref.     |          |          |          |          |          |          |          |          |          |          |
| «Shandi»       | «Shandi»                  | «Shandi»       | «Shandi» | «Shandi» | «Shandi» | «Shandi» | «Shandi» | «Shandi» | «Shandi» | «Shandi» | «Shandi» | «Shandi» | «Shandi» |
| -------------- | ------------------------- | -------------- | -------- | -------- | -------- | -------- | -------- | -------- | -------- | -------- | -------- | -------- | -------- |
| Alemania       | German Singles Chart      | 28             | [ 37 ]   |          |          |          |          |          |          |          |          |          |          |
| Argentina      | Lista de álbumes          | 1              | [ 33 ]   |          |          |          |          |          |          |          |          |          |          |
| Australia      | Kent Report Singles chart | 5              | [ 34 ]   |          |          |          |          |          |          |          |          |          |          |
| Austria        | Singles Top 75            | 10             | [ 6 ]    |          |          |          |          |          |          |          |          |          |          |
| Bélgica        | Ultratop 50               | 24             | [ 57 ]   |          |          |          |          |          |          |          |          |          |          |
| Canadá         | Canadian Singles Chart    | 69             | [ 58 ]   |          |          |          |          |          |          |          |          |          |          |
| Estados Unidos | Billboard Hot 100         | 47             | [ 10 ]   |          |          |          |          |          |          |          |          |          |          |
| Nueva Zelanda  | Top 40 Singles            | 6              | [ 36 ]   |          |          |          |          |          |          |          |          |          |          |
| Noruega        | Topp 20 Låt               | 4              | [ 35 ]   |          |          |          |          |          |          |          |          |          |          |
| Países Bajos   | Single Top 100            | 20             | [ 59 ]   |          |          |          |          |          |          |          |          |          |          |
| «Talk to Me»   |                           |                |          |          |          |          |          |          |          |          |          |          |          |
| Alemania       | German Singles Chart      | 32             | [ 60 ]   |          |          |          |          |          |          |          |          |          |          |
| Países Bajos   | Single Top 100            | 39             | [ 60 ]   |          |          |          |          |          |          |          |          |          |          |
| Suiza          | Singles Top 75            | 10             | [ 7 ]    |          |          |          |          |          |          |          |          |          |          |
| «Tomorrow»     |                           |                |          |          |          |          |          |          |          |          |          |          |          |
| Alemania       | German Singles Chart      | 70             | [ 8 ]    |          |          |          |          |          |          |          |          |          |          |

## Certificaciones
| País           | Certificación | Ventas  | Ref.   |
| -------------- | ------------- | ------- | ------ |
| Canadá         | Oro           | 50 000  | [ 61 ] |
| Estados Unidos | Oro           | 500 000 | [ 14 ] |
| Nueva Zelanda  | Platino       | 15 000  | [ 62 ] |

## Videos musicales
- «Shandi» [63] Vídeo[64]

Director: ¿?
Año: 1980
Fuente: Mvdbase.